# Alice Amafo
Alice Hortencia Amafo (Paramaribo, 4 februari 1977) is een Surinaams politica. Toen ze voor de eerste keer minister werd was ze pas 28 jaar, waarmee ze de jongste minister ooit in Suriname werd.

## Biografie
In 1996 haalde ze haar vwo-diploma waarna ze Bedrijfseconomie ging studeren aan de Anton de Kom Universiteit waar ze in 2003 afstudeerde.
Van 2002 tot 2005 was drs. Alice Amafo werkzaam als directiesecretaresse en later als Hoofd Beleidsmedewerker bij de Luchtvaartdienst. Bovendien was ze in 2004 en 2005 Coördinator Luchtvaartstatistieken.
In 2005 nam de Algemene Bevrijdings- en Ontwikkelingspartij (ABOP), waar Alice Amafo voorzitter was van het Wetenschappelijk Bureau, als onderdeel van A-Combinatie deel aan de verkiezingen. Zelf stond Amafo in het kiesdistrict Paramaribo op de 2e plaats maar de A Combinatie behaalde daar maar één DNA-zetel. Namens de A Combinatie werd ze op 1 september 2005 minister van Transport, Communicatie en Toerisme (TCT) waarbij ze Guno Castelen (SPA) opvolgde. Destijds was ze samen met Lygia Kraag-Keteldijk de enige vrouw in het nieuwe kabinet Venetiaan. Eind april 2006 werd Joyce Amarello als derde vrouw in het kabinet benoemd.
Vrij snel na Amafos beëdiging besloot ze Marlène Harris en Marcia Clumper, die beide een toppositie binnen het ministerie hadden, te ontheffen van hun functie. Onder andere na druk vanuit het kabinet werd dit teruggedraaid.
In januari 2006 werd ze ondanks haar ministerschap bij aankomst op Schiphol gedwongen mee te werken aan een controle op het bezit van cocaïne. Schiphol bood haar hiervoor in februari verontschuldigingen aan maar begin maart toen ze op doorreis was naar Qatar ging het op Schiphol weer mis en werd ze wederom gedwongen mee te werken aan deze controle. Toen deze kwestie verder escaleerde voelde de Surinaamse ambassadeur in Nederland Edgar Amanh zich gedwongen om zijn functie ter beschikking te stellen.
Op 19 maart 2007 trad Amafo af als minister, na berichten dat zij voor een feest ter gelegenheid van haar 30e verjaardag in januari omgerekend ruim 10.000 euro aan belastinggeld had besteed aan drank, eten en versiering. Daarna nam Michel Felisi, minister van Regionale Ontwikkeling die net als Amafo tot de A Combinatie behoorde, en later Maurits Hassankhan (Binnenlandse Zaken, VHP) tijdelijk haar functie waar tot 15 mei 2007, toen Richel Apinsa als nieuwe minister van TCT beëdigd werd. Met Apinsa, die net als Amafo tot de ABOP behoorde, waren er weer drie vrouwen in het kabinet.
In 2009 slaagde zij als master in Politieke Strategie en Communicatie aan de Brussels School of International Studies, onderdeel van deUniversity of Kent.
Na de verkiezingen van 2010 kwam zij in de regering-Bouterse I terug als minister van Sociale Zaken en Volkshuisvesting. Ze bleef aan tot 2015.
In aanloop naar de verkiezingen van 2025 maakte zij haar terugkeer bekend naar de ABOP. Dit deed hij op 15 februari 2025  tijdens de viering van het 35-jarig bestaan van de ABOP op het Frimangronplein.
Op 15 februari 2025 maakte ze bekend dat ze terugkeerde naar de ABOP. Dit deed ze tijdens de viering van het 35-jarig bestaan van de ABOP op het Frimangronplein. Tijdens de verkiezingen van 2025 stond zij op nummer 15 van de lijst van ABOP en werd ze niet gekozen tot lid van De Nationale Assemblée.